# Sent Antòni de Bruelh
Sent Antòni del Bruèlh (en francès Saint-Antoine-de-Breuilh) és un municipi situat al departament de la Dordonya, a la regió de la Nova Aquitània.

## Demografia
| 1962                                       | 1968  | 1975  | 1982  | 1990  | 1999  | 2007  |
| ------------------------------------------ | ----- | ----- | ----- | ----- | ----- | ----- |
| 1.287                                      | 1.415 | 1.534 | 1.523 | 1.756 | 1.843 | 2.035 |
| Des de 1962: població sense dobles comptes |       |       |       |       |       |       |

## Administració
| Període   | Identitat        | Partit |
| --------- | ---------------- | ------ |
| 1995-2008 | François Borde   | PS     |
| 2008-     | Christian Gallot |        |